# Jozef Vliers
Jozef "Jef" Vliers (ur. 18 grudnia 1932 w Tongeren  – zm. 19 stycznia 1994) – belgijski piłkarz grający na pozycji napastnika. W swojej karierze rozegrał 6 meczów w reprezentacji Belgii.

## Kariera klubowa
Swoją karierę piłkarską Vliers rozpoczął w klubie KSK Tongeren. W jego barwach zadebiutował w sezonie 1951/1952. Grał w nim do końca sezonu 1953/1954. Latem 1954 roku przeszedł do Racingu Bruksela. Występował w nim przez dwa lata. Z kolei latach 1956–1959 był zawodnikiem Beerschotu Antwerpia. W sezonie 1957/1958 z 25 golami został królem strzelców belgijskiej pierwszej ligi.
Latem 1959 Vliers przeszedł do Standardu Liège. W sezonach 1960/1961 oraz 1962/1963 wywalczył ze Standardem dwa tytuły mistrza Belgii. W sezonie 1965/1966 zdobył Puchar Belgii. Na koniec tamtego sezonu zakończył swoją karierę piłkarską.

## Kariera reprezentacyjna
W reprezentacji Belgii Vliers zadebiutował 3 kwietnia 1955 roku w przegranym 0:1 towarzyskim meczu z Holandią, rozegranym w Amsterdamie. W 1954 roku został powołany do kadry na mistrzostwa świata w Szwajcarii. Na tym turnieju był rezerwowym i nie rozegrał żadnego spotkania. Od 1955 do 1963 roku rozegrał w kadrze narodowej 6 meczów.
| Mecze i gole w reprezentacji | Mecze i gole w reprezentacji | Mecze i gole w reprezentacji | Mecze i gole w reprezentacji | Mecze i gole w reprezentacji | Mecze i gole w reprezentacji | Mecze i gole w reprezentacji |
| #                            | Data                         | Stadion                      | Rywal                        | Wynik                        | Gol                          | Rozgrywki                    |
| 1955                         | 1955                         | 1955                         | 1955                         | 1955                         | 1955                         | 1955                         |
| ---------------------------- | ---------------------------- | ---------------------------- | ---------------------------- | ---------------------------- | ---------------------------- | ---------------------------- |
| 1.                           | 03.04.1955                   | Amsterdam, Holandia          | Holandia                     | 0:1                          | 0                            | towarzyski                   |
| 2.                           | 25.09.1955                   | Praga, Czechosłowacja        | Czechosłowacja               | 2:5                          | 0                            | towarzyski                   |
| 1958                         |                              |                              |                              |                              |                              |                              |
| 3.                           | 05.03.1958                   | Bruksela, Belgia             | RFN                          | 0:2                          | 0                            | towarzyski                   |
| 4.                           | 13.04.1958                   | Antwerpia, Belgia            | Holandia                     | 2:7                          | 0                            | towarzyski                   |
| 1961                         |                              |                              |                              |                              |                              |                              |
| 5.                           | 20.05.1961                   | Lozanna, Szwajcaria          | Szwajcaria                   | 1:2                          | 0                            | el. MŚ 1962                  |
| 1963                         |                              |                              |                              |                              |                              |                              |
| 6.                           | 24.04.1963                   | Bruksela, Belgia             | Brazylia                     | 5:1                          | 0                            | towarzyski                   |

## Kariera trenerska
Po zakończeniu kariery piłkarskiej Vliers został trenerem. Prowadził takie zespoły jak: Racing White, Beerschot Antwerpia, Beringen FC, Royal Antwerp FC, Waterschei Thor Genk, 1. FC Nürnberg, KSK Tongeren, reprezentacja Luksemburga, Standard Liège i KRC Genk.